# سفر القضاة

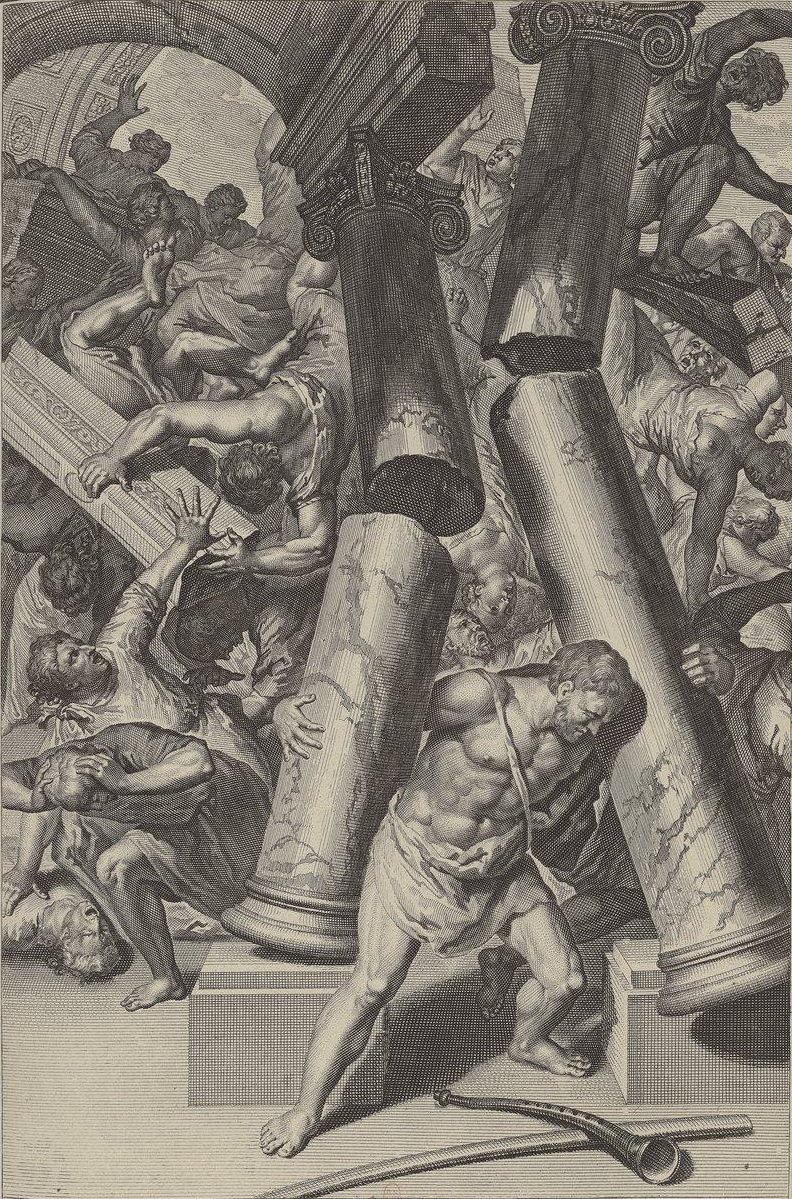
شمشون

سفر القضاة (بالعبرية: ספר שופטים‏)؛ (باليونانية: Κριτές)؛ (باللاتينية: Liber Iudicum) هو سابع أسفار الكتاب المقدس العبري والعهد القديم المسيحي. يتناول السفر الفترة التاريخية بعد فتح أرض كنعان المذكور في سفر يشوع إلى زمن تأسيس المملكة المذكورة في أسفار صموئيل، والتي كان فيها القضاة قادة مؤقتين.
تتبع قصص هذا السفر نمطًا ثابتًا حيث يُبدي شعب بني إسرائيل عدم الإخلاص ليهوه؛ لذا يُسلّمهم يهوه إلى أيدي أعدائهم، ثم يتوب الشعب ويطلبون من يهوه الرحمة، فيرسل لهم قائد أو بطل ("قاضي") ينقذهم من الظلم؛ لكن سرعان ما يقعوا مرة أخرى في الخيانة وتتكرر الدورة. يعتبر العلماء أن العديد من القصص الواردة في سفر القضاة هي أقدم أجزاء التاريخ التثنوي، حيث يعود تاريخ تنقيحها الرئيسي إلى القرن الثامن قبل الميلاد، بالإضافة إلى أجزاء مثل أغنية دبورة التي يرجع تاريخها إلى وقت أسبق بكثير.

## المحتوى
يمكن تقسيم سفر القضاة إلى ثلاثة أقسام رئيسية: مقدمة مزدوجة (1: 1 – 3: 6)، النص الرئيسي (3: 7 – 16: 31)، وخاتمة مزدوجة (17 – 21).

### المقدمة
يبدأ السفر بتواجد بني إسرائيل في الأرض التي وعدهم الإله بها، ولكنهم يعبدون "آلهة غريبة" بدلًا من يهوه إله بني إسرائيل، مع تواجد الكنعانيين الذين ما زالوا موجودين في كل مكان. وبالتالي، فإن الآيات 1: 1 - 2: 5 كانت بمثابة اعتراف بالفشل، في حين أن الآيات 2: 6 - 3: 6 كانت تلخيصًا وتأملًا رئيسيًا من كتبة المصدر التثنوي.
حددت الافتتاحية النمط الذي ستتبعه القصص في النص الرئيسي:
1. بنو إسرائيل "يفعلون الشر في عيني يهوه".
2. يُسلّم شعب بني إسرائيل إلى أيدي أعدائهم، ويستغيثون إلى يهوه.
3. يُقيم يهوه قائدًا لهم.
4. تحل "روح يهوه" على القائد.
5. يتمكن القائد من هزيمة الأعداء.
6. يحل السلام.

وبمجرد استعادة السلام، يقوم بنو إسرائيل بعمل الصواب، ويتلقون بركات يهوه لبعض الوقت، ولكنهم ينتكسون لاحقًا إلى فعل الشر، ويتكرر النمط نفسه.
يبدأ سفر القضاة من حيث انتهى سفر يشوع بالإشارة إلى موت يشوع. يُشير "كتاب كامبريدج المقدس للمدارس والكليات" إلى أن وفاة يشوع يمكن اعتبارها بمثابة الفاصل بين فترة الغزو وفترة الاستيطان، حيث كان الاستيطان محور سفر القضاة. يجتمع بنو إسرائيل، ربما في معبد في الجلجال أو في شكيم، ويسألون يهوه من يذهب أولًا لقتال الكنعانيين لتأمين الأرض التي سيحتلونها.

### النص الرئيسي

توزيع أراضي أسباط بني إسرائيل

يقدم النص الرئيسي روايات عن ستة قضاة رئيسيين ونضالهم ضد ملوك الأمم المحيطة الظالمين، بالإضافة إلى قصة الزعيم الإسرائيلي أبيمالك الذي اضطهد شعبه. يظهر النمط الرئيسي المبين في المقدمة بسهولة في البداية، ولكن مع تقدم القصص يبدأ في التغير، مما يعكس فساد عالم بني إسرائيل. وبالرغم من أن بعض العلماء يرون أن القصص لم تُعرض وفق ترتيب زمني، إلا أن القضاة بحسب الترتيب الذي ظهروا به في النص هم:
- عثنيئيل (3: 9-11) الذي واجه كوشان رشعتايم ملك آرام؛ وتمتع بنو إسرائيل بأربعين عامًا من السلام حتى وفاة عثنيئيل.
- إهود (3: 11–29) ضد عجلون ملك موآب.
- دبورة التي كانت تُوجّه باراق قائد الجيش (4 - 5)، ضد يابين ملك حاصور إحدى مدن أرض كنعان، وقائد جيشه سيسرا في معركة جبل تابور.
- جدعون (6 - 8) ضد مديان والعمالقة و"بني المشرق" (قبائل الصحراء على ما يبدو).
- يفتاح (11 - 12: 7) ضد بني عمون.
- شمشون (13 - 16) ضد الفلستيين.

هناك أيضًا نبذات مختصرة عن ستة قضاة صغار: شمجر (3: 31؛ بعد إهود)، تولع ويائير (10: 1-5)، إبصان وإيلون وعبدون (12: 8 - 15؛ بعد يفتاح). استنتج بعض العلماء أن القضاة الصغار كانوا قضاة فعليين، في حين أن كبار القضاة كانوا قادة ولم يصدروا أحكامًا قانونية فعليًا، وأن القاضي الرئيسي الوحيد الذي وصف بأنه يصدر الأحكام القانونية كانت دبورة (4: 4).

### الخاتمة
بحلول نهاية عصر القضاة، كانت كنوز يهوه قد استُخدمت لصنع تماثيل وثنية، وأصبح اللاويون (الكهنة) فاسدون، وغزا سبط دان قرية نائية بدلاً من المدن الكنعانية، وشنّ أسباط بني إسرائيل حربًا على سبط بنيامين أقربائهم. اختُتم السفر بخاتمتين ضمتا قصصًا لا تتضمن قاضيًا محددًا:
- قصة صنم ميخا[الإنجليزية]، وكيف انتقلت أراضي سبط دان إلى الشمال. (17 - 18)
- قصة سرية اللاويين[الإنجليزية] التي أدى اغتصابها جماعيًا إلى حرب بين سبط بنيامين وباقي أسباط بني إسرائيل، ثم أسر مئات العذارى لتكون زوجات لرجال سبط بنيامين الباقين حتى لا يندثروا. (19 - 21)

على الرغم من ظهورها في نهاية السفر، إلا أن بعض الشخصيات (مثل يهوناثان حفيد موسى) والتعابير الواردة في الخاتمة تظهر أن الأحداث الواردة فيها "لا بد أنها حدثت... بدايات عصر القضاة".

### التسلسل الزمني
يحتوي سفر القضاة على تسلسل زمني لأحداثه، تحدّدت فيه عدد سنوات كل قاضي وفترة السلام. بدا التسلسل الزمني للأحداث مُقسّمًا بشكل واضح، ومما يجعل هناك احتمالية بأنه كُتب لاحقًا.

### المخطوطات
احتوت أربعة من مخطوطات البحر الميت على أجزاء من سفر القضاة: المخطوط 1QJudg التي وُجدت في الكهف 1؛ والمخطوطتان 4QJudga و 4QJudgb اللتان عُثر عليهما في الكهف 4؛ والقُصاصة XJudges التي اكتشفت سنة 2001م.
تُعد أقدم نسخة كاملة باقية من سفر القضاة باللغة العبرية تلك الموجودة في مخطوطة حلب التي ترجع للقرن العاشر الميلادي. كما عُثر على ترجمة يونانية قديمة (الترجمة السبعينية) للسفر ضمن مجموعة مخطوطات كولبرتو-سارافيانوس (التي ترجع لحوالي سنة 400م، وبها العديد من الثقوب) بالإضافة إلى جزء في لايبزيغ (يرجع لحوالي سنة 500م).

## التأليف

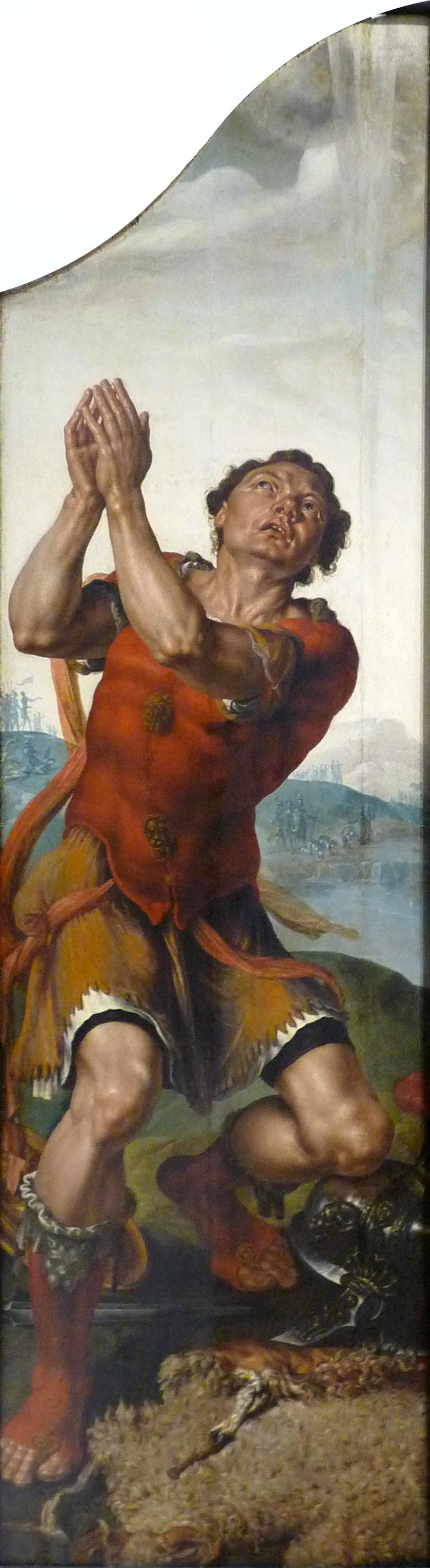
جدعون يشكر الإله على معجزة الطلّ.

تختلف آراء العلماء فيما يتعلق بوجود أي من الأشخاص الذين ذكرهم السفر كقضاة.

## السمات والنوع الأدبي

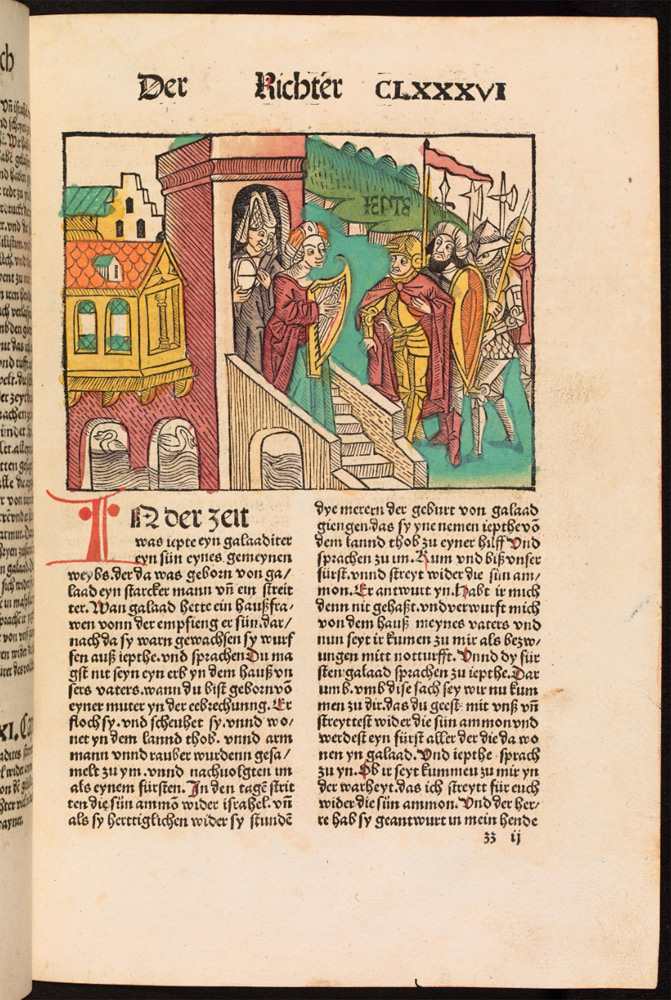
صفحة من سفر القضاة في كتاب مقدس ألماني يرجع لسنة 1485م (مكتبة بودليان).